# Angelina Jordan
Angelina Jordan Astar, artistnamn Angelina Jordan, född 10 januari 2006 i Oslo i Norge, är en norsk sångare. Hon slog igenom 2014 i TV-programmet Norske talenter där hon sjöng coverversioner av olika klassiska jazzlåtar som "Gloomy Sunday" och "Fly Me to the Moon". Hon har uppmärksammats stort i USA och medverkat i tidskrifter som People och Time. År 2020 medverkade Angelina Jordan i det amerikanska TV-programmet America's Got Talent: The Champions.
I augusti 2020 meddelade Angelinas manager att hon blivit signad till det amerikanska skivbolaget Republic Records.

## Diskografi
Album
- 2015 – My Christmas - Single
- 2017 – Angelina Jordan - The EP
- 2018 – It's Magic
- 2023 – Old Enough
- 2023 - Driving Home For Christmas

Singlar
- 2016 – "I put a spell on you"
- 2016 – "What a difference a day makes"
- 2017 – "Fly me to the moon"
- 2017 – "When you're smiling"
- 2017 - "Back to Black"
- 2018 – "What is life"
- 2018 – "Shield"
- 2020 - "Above the Water" TRXD feat. Angelina Jordan
- 2020 – "Million miles"
- 2020 - "Bohemian Rhapsody"
- 2021 - "7th Heaven"
- 2023 - "Our Time"